# Черёмушки-Знаменское
Черёмушки-Зна́менское — бывшая подмосковная дворянская усадьба, расположенная на юго-западе современной Москвы, на территории района «Котловка» Юго-Западного административного округа Москвы. От усадьбы происходит название района Черёмушки. Современный адрес: Большая Черёмушкинская улица, дома № 25 и № 28.

## Ранние владельцы
Согласно описи 1678 года во владении князя П. И. Прозоровского обозначено сельцо Черёмушки с барским домом и двумя дворами — людским и скотным. Его дочь Анастасия вышла замуж за князя Голицына. В 1729 году при разделе имущества матери сельцо получил князь Фёдор Иванович Голицын, который поставил здесь сохранившуюся Знаменскую церковь. В фурьерском журнале имеется запись от 23 августа 1749 года о том, что императрица Елизавета Петровна
шествие возиметь соизволила в село Черомоши — к господину генерал-майору князю Голицыну, где благоволили вечернее кушать — и во дворец прибыть изволила в 1-м часу пополуночи
После смерти генерал-майора в 1759 году село переходит к его сыну Ивану, затем в руки подпоручика М. П. Зиновьева, желавшего устроить здесь суконную фабрику, и наконец (в 1779) к московскому фабриканту Василию Андреевичу Выродову. Очередной владелец также планировал наладить здесь фабричное производство, но вскоре разорился, и село было продано с торгов за 8185 рублей.

## Имение Меншиковых

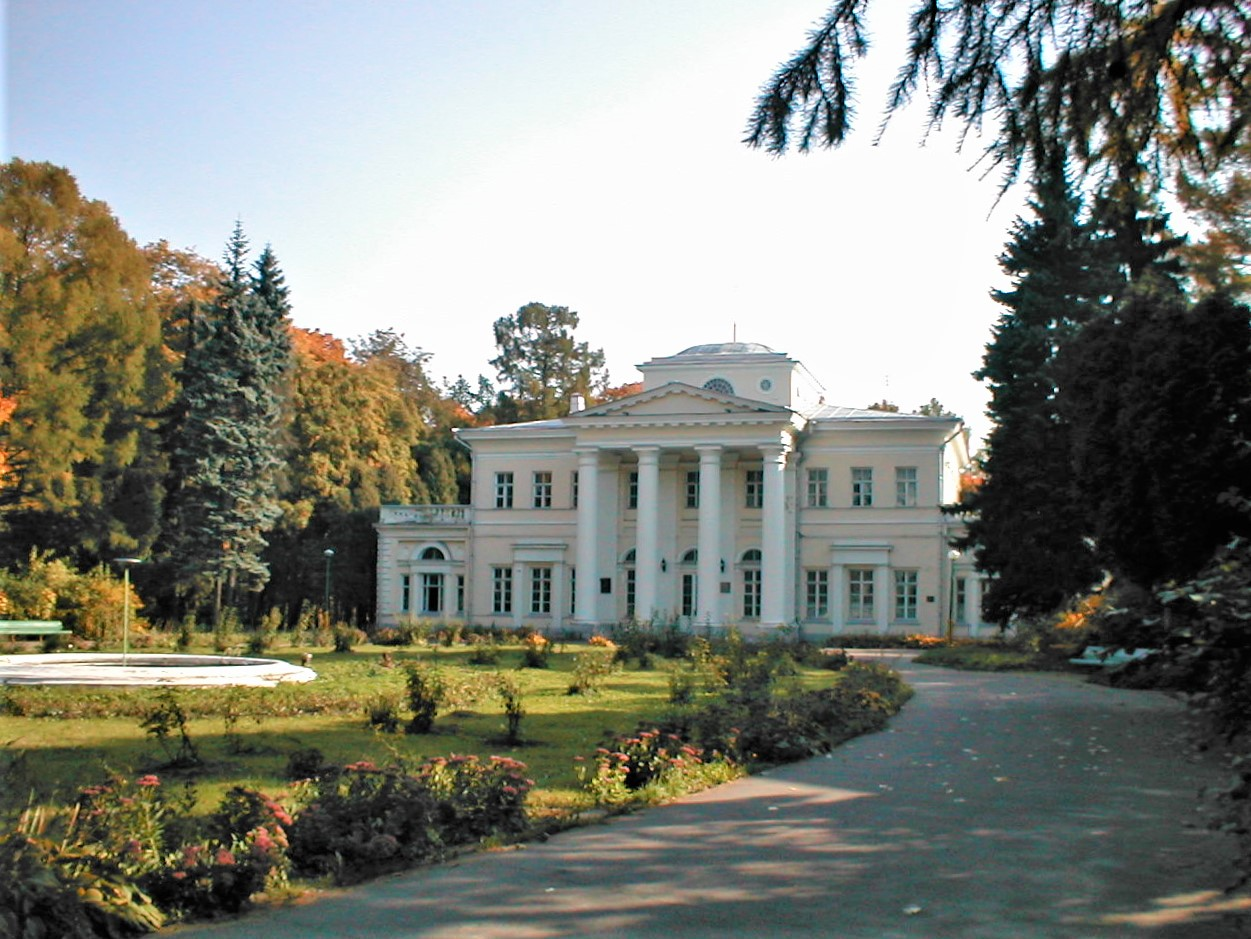
Дом Меншиковых-Якунчиковых

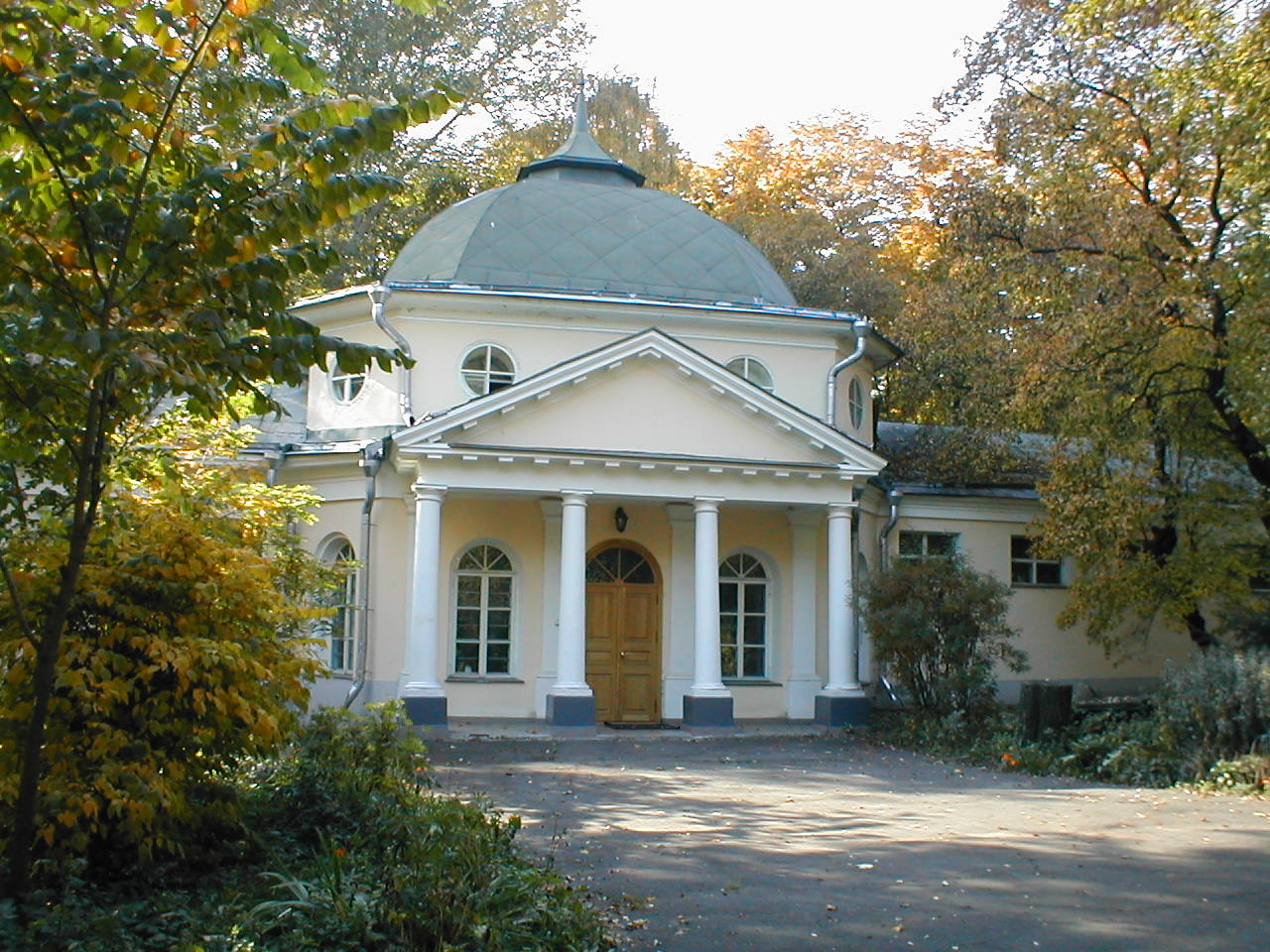
Павильон «Эрмитаж»

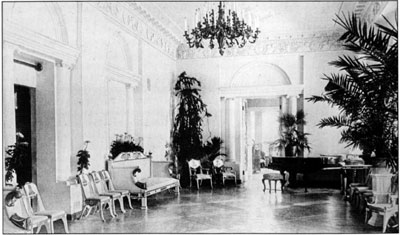
Белый зал усадебного дома

В 1783 году новым владельцем Черёмушек стал генерал-майор Сергей Александрович Меншиков — внук «полудержавного властелина».
Для обустройства села князь пригласил академика Ф. Х. Вильстера, который построил здесь в стиле классицизма усадебный дворец с колоннами и портиком, увенчанный куполом, а также многочисленные служебные постройки («Экономия»).
Каменный конный двор, четырёхугольный в плане, имел въездные башни с ярусными крышами стиля шинуазри. На месте прежнего сада был разбит пейзажный парк с извилистыми аллеями, искусственными полянами, насыпными горками, беседками, увеселительными павильонами. Длинная, почти километровая аллея, называвшаяся «прешпектом», представляла собой парадный въезд в усадьбу со стороны Москвы.
Сведения о Черёмушках в мемуарной литературе конца XVIII и начала XIX века весьма скудны. Сам князь Меншиков бывал в своей «подмосковной» нечасто, предпочитая жить за границей. Ю. И. Шамурин объясняет сравнительную малоизвестность усадьбы тем, что её владельцы «не отличались ни хлебосольством, ни причудами, главными козырями известности в Москве» того времени.
После смерти родителей братья Александр и Николай Меншиковы условились, что в Черёмушках поселится Николай, а старший брат вывезет из имения серебро и прочие ценности. На одной линии с Чайным домиком конца XVIII века новый владелец выстроил павильон «Миловида». При нём же в Черёмушкинском парке появился и т. н. «Эрмитаж» с четырёхколонным портиком.
В 1863 г. князь Николай Меншиков умер холостым, завещав свои владения старшему брату. Его племянник В. А. Меншиков (последний представитель рода) сдавал свои земли под дачную застройку, а в 1880 г. продал имение за 60 000 рублей купцу В. И. Якунчикову.
В своих воспоминаниях В. Ф. Джунковский так описывает пикник, состоявшийся в усадьбе 9 февраля 1894 года:
9-го числа состоялся пикник у Якунчиковых на даче в Черемушках. Устраивали совместно Якунчиковы и Евреиновы. Сбор был у последних на Большой Никитской. Подано было 10 троек, в которые и уселись все приглашенные. Я сел с m-me Хрулевой, Евреиновой и еще одним студентом, фамилии не помню; на обратном пути ехали втроем: Н. В. Евреинова, Вельяминов и я. В Черемушках катались с горы, гора была с ухабами, очень высокая, летели по ней вниз стремглав, прыгая с ухаба на ухаб, последний спуск был страшно крутой, так что казалось, летишь в пропасть.

Когда стемнело, зажгли шкалики по всему фасаду дома и по горе, кругом костры, и в кустах бенгальские огни. Катались до 7-ми часов, когда сели обедать, роскошь меня поразила, все столы были усыпаны розами. После обеда протанцевали две кадрили, потом опять катались с горы. Я очень удачно скатывал, несмотря на трудность спуска. Накатавшись, танцевали мазурку, ужинали, вернулись домой только в 4 часа утра. Я не припомню такого веселого, оживленного пикника.

## Новейшее время
В начале XX века в связи с распространением моды на неоклассицизм господский дом был капитально реконструирован и заново обставлен при участии И. В. Жолтовского. Любила изображать Черёмушки на своих полотнах сестра владельца — художница Мария Якунчикова. В 1914 году в Черёмушках прошли призовые скачки.
После Октябрьской революции усадьбу, из которой были вывезены все вещи, занимал совхоз «Якунчиково» при Московском комендантском управлении. В 1920-е годах барский дом использовался как пансион. В 1945 г. в усадьбу въехала Лаборатория № 3, позднее включённая в структуру Института теоретической и экспериментальной физики.
По состоянию на 2019 год в зданиях усадьбы расположены:
- Институт теоретической и экспериментальной физики (ИТЭФ)
- ВНИИП им. К. И. Скрябина

Также ИТЭФ принадлежат чайный домик и павильон «Миловида», пребывающие в Красной книге Архнадзора как находящиеся в запустении.